# Tercera pandemia de cólera

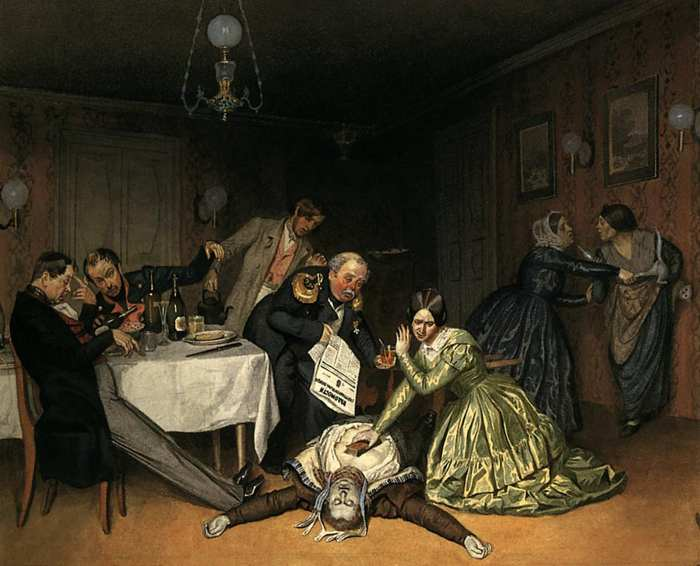
La culpa es del cólera, de Pavel Fedotov. Muestra una muerte por cólera a mediados del.

La tercera pandemia de cólera (1846-1860) fue el tercer brote importante de cólera originado en la India (Compañía Británica de las Indias Orientales) en el siglo XIX que llegó mucho más allá de sus fronteras. Los investigadores de UCLA creen que pudo haber comenzado ya en 1837 y duró hasta 1863. En Rusia, más de un millón de personas murieron de cólera. En 1853-1854, la epidemia en Londres se cobró más de 10 000 vidas, y hubo 23 000 muertes en toda Gran Bretaña. Esta pandemia se consideró que tenía la tasa de mortalidad más alta de las epidemias del siglo XIX.
Tuvo alta mortalidad entre las poblaciones de Asia, Europa, África y América del Norte. En 1854, considerado el peor año, 23 000 personas murieron en Gran Bretaña.
Ese año, el médico británico John Snow, que trabajaba en una zona pobre de Londres, identificó el agua contaminada como el medio de transmisión de la enfermedad. Después del brote de cólera en Broad Street de 1854, había mapeado los casos de cólera en el área del Soho en Londres, y observó un grupo de casos cerca de una bomba de agua en un vecindario. Para probar su teoría, convenció a los funcionarios para que retiraran el mango de la bomba, y el número de casos de cólera en la zona disminuyó inmediatamente. Su avance ayudó a poner la epidemia bajo control. Snow fue miembro fundador de la Sociedad Epidemiológica de Londres, formada en respuesta a un brote de cólera en 1849, y es considerado uno de los padres de la epidemiología.

## Años 1840
Más de 15 000 personas murieron de cólera en La Meca en 1846. En Rusia, entre 1847 y 1851, más de un millón de personas murieron en la epidemia del país.
Un brote de dos años comenzó en Inglaterra y Gales en 1848, y se cobró 52 000 vidas. En Londres, fue el peor brote en la historia de la ciudad, cobrando 14 137 vidas, más del doble que el brote de 1832. El cólera golpeó Irlanda en 1849 y mató a muchos de los supervivientes irlandeses de la hambruna, ya debilitados por el hambre y la fiebre. En 1849, el cólera se cobró 5308 vidas en la principal ciudad portuaria de Liverpool, Inglaterra, un punto de embarque para inmigrantes a América del Norte, y 1.834 en Hull, Inglaterra. En 1849, se produjo un segundo brote importante en París.
El cólera, que se cree se extendió desde los barcos de inmigrantes irlandeses desde Inglaterra hasta los Estados Unidos, se extendió por todo el sistema fluvial de Misisipi, matando a más de 4500 en San Luis y a más de 3000 en Nueva Orleans. Miles murieron en Nueva York, un destino importante para los inmigrantes irlandeses. El brote que azotó Nashville en 1849-1850 cobró la vida del expresidente estadounidense James K. Polk. Durante la Fiebre del Oro de California, el cólera se transmitió a lo largo de los Senderos de California, Mormón y Oregón, ya que se cree que entre 6000 y 12 000 murieron en su camino a Utah y Oregón en los años de cólera de 1849 a 1855. Se cree que el cólera se cobró más de 150 000 víctimas en los Estados Unidos durante las dos pandemias entre 1832 y 1849, y también se cobró 200 000 víctimas en México.

## Años 1850
La epidemia de cólera en Rusia que comenzó en 1847 duraría hasta 1851, matando a más de un millón de personas. En 1851, un barco procedente de Cuba llevó la enfermedad a Gran Canaria. Se considera que más de 6000 personas murieron en la isla durante el verano, de una población de 58 000 habitantes.
En 1852, el cólera se extendió hacia el este hasta Indonesia, y más tarde fue llevado a China y Japón en 1854. Filipinas se infectó en 1858 y Corea en 1859. En 1859, un brote en Bengala contribuyó a la transmisión de la enfermedad por parte de viajeros y tropas a Irán, Irak, Arabia y Rusia. Japón sufrió al menos siete brotes importantes de cólera entre 1858 y 1902. Entre 100 000 y 200 000 personas murieron de cólera en Tokio en un brote en 1858-1860.
En 1854, un brote de cólera en Chicago se cobró la vida del 5.5% de la población (unas 3500 personas). Providence, Rhode Island sufrió un brote tan extendido que dlos siguientes treinta años, 1854 fue conocido allí como "El Año del Cólera". En 1853-1854, la epidemia de Londres se cobró 10 739 vidas. En España, más de 236 000 personas murieron de cólera en la epidemia de 1854-1855. La enfermedad llegó a Sudamérica en 1854 y 1855, con víctimas en Venezuela y Brasil. Durante la tercera pandemia, Túnez, que no se había visto afectado por las dos pandemias anteriores, pensó que los europeos habían traído la enfermedad. Culparon a sus prácticas de saneamiento. Algunos científicos estadounidenses comenzaron a creer que el cólera se asociaba de alguna manera con los afroamericanos, ya que la enfermedad era prevalente en el sur en áreas de poblaciones negras. Los investigadores actuales señalan que sus poblaciones estaban desatendidas en términos de infraestructura de saneamiento y atención médica, y vivían cerca de las vías fluviales por las que los viajeros y los barcos llevaban la enfermedad.